# Menaethiops
Menaethiops is een geslacht van kreeftachtigen uit de klasse van de Malacostraca (hogere kreeftachtigen).

## Soorten
- Menaethiops abumusa Naderloo, 2015
- Menaethiops acutifrons (A. Milne-Edwards, 1868)
- Menaethiops bicornis Alcock, 1895
- Menaethiops brevicornis (A. Milne-Edwards, 1868)
- Menaethiops contiguicornis (Klunzinger, 1906)
- Menaethiops delagoae Barnard, 1955
- Menaethiops dubius Balss, 1929
- Menaethiops fascicularis (Krauss, 1843)
- Menaethiops gadaniensis Kazmi & Tirmizi, 1999
- Menaethiops moebii Türkay, 1981
- Menaethiops natalensis Barnard, 1955
- Menaethiops ninii Guinot, 1964
- Menaethiops nodulosus (Nobili, 1905)
- Menaethiops okai Sakai, 1935
- Menaethiops portoricensis Rathbun, 1924
- Menaethiops xiphias Griffin & Tranter, 1986